# Universität Bremen
Universitetet i Bremen (tysk: Universität Bremen) er et universitet i den tyske by Bremen i delstaten af samme navn. Institutionen blev grundlagt i 1971.
Det offentlige universitet har over 18.000 studerende og tolv fakulteter.
| Skole | Spire Denne artikel om en skole, en uddannelsesinstitution eller uddannelse er en spire som bør udbygges. Du er velkommen til at hjælpe Wikipedia ved at udvide den. |

53°06′31″N 8°51′13″Ø / 53.108611111111°N 8.8536111111111°Ø